# Martin Kornrumpf
Martin Kornrumpf (* 24. November 1909 in Fürstenwalde/Spree; † 10. Oktober 1997 Schwalmstadt/Hessen) war ein deutscher Geograf, NS-Raumforscher und Bevölkerungsstatistiker in der amtlichen Statistik. Kornrumpf arbeitete in der Zeit des Nationalsozialismus hauptsächlich für die Raumforschung und Landesplanung und leitete ab den 1950er Jahren die „Zentralstatistik“ im Bayerischen Staatsministerium für Arbeit und soziale Fürsorge.

## Ausbildung und Berufseinstieg in die NS-Landesplanung
Martin Kornrumpf wurde als achtes Kind einer Pfarrersfamilie in der brandenburgischen Kleinstadt Fürstenwalde geboren. Er studierte seit 1929 Geografie, Geologie und Meteorologie in Tübingen und München (Universität München und TH München). Nach eigenen Darstellungen habe er zudem in den Niederlanden (in Utrecht) bei dem Sozialgeographen Louis van Vuuren studiert (der sich in der Besatzungszeit dem NS-Regime anbiederte). 1934 wurde Kornrumpf mit der Dissertationsschrift „Mensch und Landschaft auf Celebes“ (Breslau 1935, Hirt-Verlag) an der Universität München promoviert. Sein Doktorvater war der Geograf und Polarforscher Erich von Drygalski. Bereits zum Abschluss seiner Promotion (Juli 1934) geriet Kornrumpf in einen Kontakt mit der nationalsozialistischen Landesplanung. Ab Juni 1934 wurde er Sachbearbeiter im Amt des Siedlungsbeauftragten beim Stabe Heß, d. h. bei Johann Wilhelm Ludowici (München; s. auch Akademie für Landesforschung und Reichsplanung). Bei Ludowici traf Kornrumpf auf dessen Mitarbeiter: den Landesplaner Martin Pfannschmidt, den Statistiker Richard Korherr und den Juristen Frank Glatzel. Kornrumpf wurde mit Gründung der „studentischen Fachgemeinschaft für Landesplanung an den Münchener Hochschulen“ im Dezember 1934 zu ihrem Geschäftsführer bestellt. Die Schirmherrschaft über diese Fachgemeinschaft hatte der Geograf und Geopolitiker Karl Haushofer inne. Die Fachgemeinschaft war nicht, wie der Name zunächst vermuten lassen würde, eine universitäre Initiative. Sie wurde von einem Mitarbeiter der Münchener Parteizentrale der NSDAP geführt. Im Mittelpunkt ihrer ‚Landesplanung‘ stand ausdrücklich der NS-Gau „Bayrische Ostmark“, den es als NSDAP-Organisationsbezirk erst seit Januar 1933 gab.

Daraus entwickelte sich die sogenannte Fachgemeinschaft für Landesplanung. Der Wirtschaftsgeograf Wolfgang Istel (Universität Bayreuth) schrieb in einem historischen Überblick zur Entwicklung der Landesplanung in Bayern: 
Die neue Fachgemeinschaft für Landesplanung, an deren Spitze Kornrumpf stand, wurde entsprechend den parteilichen Gepflogenheiten einer straffen Organisation unterzogen. Sie gliederte sich in einzelne Fachgruppen (Volkswirte, Geographen, Historiker und Germanisten (Mundartforschung), Mediziner und Landwirte; später kamen hinzu: Architekten und Bauingenieure der Technischen Hochschule sowie Rechtswissenschaftler und Forstwissenschaftler der Universität), an deren Spitze jeweils ein Fachgruppenleiter stand, der die Arbeit der Fachgruppe verantwortlich steuerte. Die Mitglieder der einzelnen Fachgruppen entstammten den jeweiligen Fachschaften der Universität und der Technischen Hochschule. Den Fachgruppenleiter hatten in rein studentischen Fragen der jeweilige Fachschaftsleiter und bei fachlichen Problemen die zuständigen Professoren zu beraten.
Ziel der Partei und Kornrumpfs war es, nicht nur einzelne Studierende für die Arbeit zu gewinnen, sondern die Hochschule mit ihrem gesamten wissenschaftlichen Pflichtapparat für die deutschen Grenzfragen an der tschechischen Grenze einzusetzen. 

## Hervorgehobene Position in der NS-Raumforschung vor dem September 1939
Kornrumpf trat zum 1. Oktober 1934 der NSDAP bei (Mitgliedsnummer 2.061.128). Als sein Vorgesetzter J.W. Ludowici nach und nach im Machtgefüge der NSDAP an Einfluss verlor, wechselte Kornrumpf als Sachbearbeiter im Juli 1936 zu der inzwischen stark an Einfluss gewonnenen, ebenfalls nationalsozialistischen Reichsarbeitsgemeinschaft für Raumforschung (RAG) nach Berlin. Zu gleichen Zeit wurden an immer mehr deutschen Hochschulen durch den Agrarwissenschaftler Konrad Meyer (dem ersten RAG-Reichsobmann) die Hochschularbeitsgemeinschaften für Raumforschung gegründet. Seit 1936 übertrug die RAG an Kornrumpf weitere Arbeiten am „Atlas Bayerische Ostmark“. Er leitete nun die kartographisch-geographische Abteilung der RAG. Zwischen dem Sommer 1936 und dem Herbst 1939 war Kornrumpf der mit Abstand am stärksten durch die RAG geförderte Wissenschaftler. Allein von der RAG erhielt er in dieser Zeit fast 114.000 Reichsmark Fördergelder, hauptsächlich für den Atlas Bayerische Ostmark und das sogenannte „Reichsatlaswerk“. Zu Ostern 1938 ernannte RAG-Leiter Konrad Meyer Martin Kornrumpf zum „wissenschaftlichen Hauptsachbearbeiter“ der RAG (Nachfolge Heinrich Hensen; auf Kornrumpf folgte der Soziologe Friedrich Bülow). Als Hauptsachbearbeiter war er eine Art Generalsekretär der RAG, der die Hochschularbeitsgemeinschaften betreute, die Geschäfte der (kleinen) Zentrale der RAG führte, Tagungen organisierte, Fachgruppen bildete, Kontakte zu den Landesplanern und Politikern pflegte.
Ebenfalls nach eigenen Darstellungen leistete Kornrumpf zwischen Mai 1940 und August 1944 als „Radiosonden-Meteorologe“ der Luftwaffe Kriegsdienst. Danach geriet er in amerikanische Kriegsgefangenschaft.

## Nach 1945: Arbeiten in der amtlichen Bevölkerungsstatistik und im Flüchtlingswesen
Doch bereits im Jahr 1945 begann Kornrumpf seine zweite Karriere; er wirkte fortan in der amtlichen Bevölkerungsstatistik. Er wurde „statistischer Berater“ des Staatskommissars für das Flüchtlingswesen in der Bayerischen Staatsregierung, Wolfgang Jaenicke.
Martin Kornrumpf gab gemeinsam mit der Soziologin Elisabeth Pfeil ab Februar 1946 den „Statistischen Informationsdienst“ heraus, der zum  Flüchtlings- und Vertriebenengeschehen Daten liefern sollte. Der Dienst war beim Staatskommissar für das Flüchtlingswesen in Bayern angesiedelt. Seit dieser Zeit stand er mit dem Bevölkerungsstatistiker Kurt Horstmann in Verbindung.
Kornrumpf war von Mai 1952 bis 1957 Generalsekretär der Europäischen Forschungsgruppe für Flüchtlingsfragen (EFG) (er wurde berufen durch Bernard Lahy). Schon 1951 wurde er gemeinsam mit Elisabeth Pfeil mit der Vorbereitung der Redaktion einer internationalen Flüchtlingszeitschrift, den „EFG-Mitteilungen“ (bis 1954), betraut. Nach Theodor Veiter war es „vor allem Martin Kornrumpf“, der die deutsche Sektion der Forschungsgesellschaft für das Weltflüchtlingsproblem (AER/AWR) aufbauen half (neben Walter Schätzel, Hermann Gross, Else Bohnsack und Karl Valentin Müller). Kornrumpf sei der „eigentliche Organisator der späteren AER“ in der Bundesrepublik Deutschland gewesen (ebd.). 1952 war Kornrumpf zudem an der Gründung der Deutschen Gesellschaft für Bevölkerungswissenschaft beteiligt. Ab 1956 leitete Kornrumpf die „Zentralstatistik“ im Bayerischen Staatsministerium für Arbeit und soziale Fürsorge. 1957 war Kornrumpf Gründer (mit Hans Harmsen) und geschäftsführender Vizepräsident der Deutschen Nansen-Gesellschaft. Zudem Mitglied des Internationalen Collegiums Fridtjof Nansen.
Kornrumpf engagierte sich nun lokalpolitisch in der CSU.
In einem Zeitzeugeninterview (Video) vom 22. August 1986 in München (Quelle: Haus der Bayerischen Geschichte, Augsburg) äußerte sich Kornrumpf zum Thema Integration nach 1945 in Bayern.
In seiner letzten Lebensphase publizierte Kornrumpf im Selbstverlag zahlreiche Schriften, die wertende Rückblicke auf sein Leben darstellten (die Reihe ‚Kleiner unter Großen‘).

## Auszeichnungen
- Nansen-Ring der Deutschen Nansen-Gesellschaft München e.V. (im Jahr 1964)

## Veröffentlichungen (Auswahl)
- Mensch und Landschaft auf Celebes. Beiheft 8 zur „Geographischen Wochenschrift“ hrsg. von Privatdozent Dr. Irmfried Siedentop, Halle (Saale). Breslau, 1935.
- Studentische Fachgemeinschaft an den Münchener Hochschulen. Die Bayerische Ostmark. In: Reichsplanung 1. Jg. (1935), Heft 3, S. 90–92.
- Luftbild und Raumforschung, in: Luftbild und Luftbildmessung, H. 12, 1937, S. 4–13.
- Das Reichsatlaswerk der Reichsarbeitsgemeinschaft für Raumforschung: Bemerkungen zur angewandten Kartographie, in: „Raumforschung und Raumordnung“ 3. Jg., 1939, S. 113–125.
- Atlas Bayerische Ostmark. Mit Geleitworten ders Gauleiters Fritz Wächtler des Gaues Bayerische Ostmark der NSDAP, des Bayerischen Ministerpräsidenten Ludwig Siebert, des Bayerischen Staatsministers für Unterricht und Kultur Gauleiter Adolf Wagner und der Regierungspräsidenten Wimmer, Regensburg, und Dippold, Ansbach. Die Bearb.: V. Dieterich [u. a.] Bayreuth: Gauverlag Bayerische Ostmark, 1939.
- Landschaftskundliche Raumgliederung Grossdeutschlands. Vorläufige Ausgabe ohne Generalgouvernement, Eine Gemeinschaftsarbeit des Reichsforschungsrates, Fachsparten Raumforschung und Forst- und Holzforschung. Reichsarbeitsgemeinschaft für Raumforschung an der Technischen Hochschule Berlin. Heidelberg u. a. (Vowinckel ) 1943 (Kartensammlung)
- Kartendienst: Nr 1-90. München 1946, Bayerisches Staatsministerium des Innern, Staatskommissar für das Flüchtlingswesen, Statistik.
- Amtliches Zahlenmaterial zum Flüchtlingsproblem in Bayern, 2. Folge, bearbeitet von Martin Kornrumpf, als Manuskript gedruckt für den Dienstgebrauch, München 1947.
- Bayern-Atlas: Landschaft, Anbau, Wirtschaft, Bevölkerungsbewegung. München 1949: Leibniz-Verlag.
- Das Vertriebenenproblem im Spiegel der Bevölkerungsstatistik. In: Institut für Raumforschung (verantw. für den Inh.: Ziegfeld, A. Hillen) (Hg.): Das deutsche Flüchtlingsproblem. Sonderheft der Zeitschrift für Raumforschung, Bad Godesberg. Bielefeld 1950: Eilers, S. 36–41.
- Eingliederung der Vertriebenen in die gewerbliche Wirtschaft. In: Ziegfeld, A. Hillen, verantw. für den Inh.  (Hg.): Das deutsche Flüchtlingsproblem. Sonderheft der Zeitschrift für Raumforschung. (Institut für Raumforschung, Bad Godesberg). Bielefeld 1950: Eilers, S. 94–101.
- Rechenschaftsbericht auf der 2. Generalversammlung der Europäischen Forschungsgruppe für Flüchtlingsfragen am 2. Oktober 1952 in München. In: EFG-Mitteilungen (14), Anlage 1. 1952.
- Heilsbronn-Colloquium 1963. Abgelehnte Asylbitten. Im Auftrag der Deutschen Nansengesellschaft hrsg. von Martin Kornrumpf [u. a.]. Augsburg: Hofmann 1963 (=Schriften der Deutschen Nansen-Gesellschaft, München, Heft 3.).
- 25 Jahre Arbeit und Wirtschaft in Bayern : Ein dokumentarischer Rückblick auf die Entwicklung des Arbeitsmarktes in Bayern vom Zusammenbruch 1945 bis zur „Bestkonjunktur“ im Sommer 1970. München 1970: Bayerisches Staatsministerium für Arbeit und soziale Fürsorge, Ref. Zentralstatistik.
- Vom Anfang der internationalen Flüchtlingsforschung. Ein dokumentarischer Bericht zur Geschichte der AER/AWR bis 1957. In: Theodor Veiter (Hg.): 25 Jahre Flüchtlingsforschung. Ein Rückblick auf Flucht, Vertreibung und Massenwanderung. Wien, Stuttgart 1975, S. 11–34.
- In Bayern angekommen. Die Eingliederung der Vertriebenen. Zahlen – Daten – Namen. Olzog Verlag, München und Wien 1979.
- Erste bevölkerungswissenschaftliche Untersuchungen nach der bedingungslosen Kapitulation des Deutschen Reichs 1945. Ein Beitrag zur Vorgeschichte der Deutschen Gesellschaft für Bevölkerungswissenschaft. In: Hermann Schubnell (Hg.): Alte und neue Themen der Bevölkerungswissenschaft. Festschrift für Hans Harmsen. Boppard 1981: Boldt-Verlag (Schriftenreihe des Bundesinstituts für Bevölkerungsforschung, 10), S. 141–150.
- HAFRABA e.V. : Deutsche Autobahn-Planung 1926 – 1934. Bonn 1990: Kirschbaum.
- Mir langt’s an „Großer Zeit“. 1934–1945: Landesplanung und Raumforschung 1934–1940; Radiosonden-Meteorologe der Luftwaffe 1940–1944; Kriegsgefangenschaft in den USA 1944–1945 ; mein Leben während des „Dritten Reichs“. Schwalmstadt-Ziegenhain (Selbstverl. des Autors) 1995 (= Kleiner unter Großen. 6).